# ستيفي بريتكريوز
ستيفي بريتكريوز (بالألمانية: Steve Breitkreuz) (18 يناير 1992 ببرلين في ألمانيا - ) هو لاعب كرة قدم ألماني في مركز قلب الدفاع. لعب مع آينتراخت براونشفايغ وإرتسغيبيرغه آوه وHertha BSC II ‏.

## وصلات خارجية
- ستيفي بريتكريوز على موقع قاعدة بيانات كرة القدم.إي يو (الإنجليزية)
- ستيفي بريتكريوز على موقع Soccerway.com (الإنجليزية)
- ستيفي بريتكريوز على موقع عالم كرة القدم.نت (الإنجليزية)